# Steven Matz
Steven Jakob Matz (* 29. Mai 1991 in Stony Brook, New York) ist ein US-amerikanischer Baseballspieler in der Major League Baseball. Der linkshändige Starting-Pitcher debütierte 2015 bei den New York Mets und spielt seit 2021 bei den Toronto Blue Jays.

## Karriere

### High School und Minor Leagues
Matz war bis zum Entry Draft bei der nahe an seiner Geburtsstadt gelegenen Ward Melville High School aktiv. Er wurde in der zweiten Runde des MLB Draft 2009 von den New York Mets an 72ster Stelle gedraftet. Seinen ersten Profivertrag erhielt er jedoch erst am 15. August 2009, dem letzten Tag vor dem festgeschriebenen Termin für im Juni gewählte Amateure. Zur gleichen Zeit klage Matz über Schmerzen im Ellenbogen, die sich als Folge eines gerissenen Bandes an der Elle herausstellten. Aufgrund dieser für Pitcher typischen Verletzung musste sich Matz 2010 einer Tommy John Surgery, die für gewöhnlich eine 12 bis 14 Monate lange Pause mit sich bringt, unterziehen.
Sein erstes Spiel als Profi in der Minor League bestritt Matz im Jahr 2012 für die Kingsport Mets einem Rookie-Level Team des Franchise. 2013 stieg er ein Level auf und pitchte für die Savannah Sand Gnats und wurde im Folgejahr dann sowohl auf dem Advanced A-Level bei den St. Lucie Mets als auch auf dem AA-Level bei den Binghamton Mets eingesetzt. Ihm gelang der Sprung in die höchste der Klasse der Minor Leagues im Jahr 2015, als er zu den Las Vegas 51s, dem AAA-Team der Mets, versetzt wurde.

### New York Mets
In der Saison 2015 debütierte Matz schließlich am 28. Juni 2015 in der Major League. Er kam auf sechs Einsätze in der Regular Season, bei denen er 4 Wins verbuchen konnte und ohne Loss blieb. Als Schlagmann gelangen ihm dazu noch fünf RBI. In den Playoffs startete er anschließend dreimal. In der National League Division Series 2015 musste er in Spiel 4 gegen die Los Angeles Dodgers seinen ersten Loss im Trikot der Mets hinnehmen. Sowohl in der National League Championship Series 2015 in Spiel 4 gegen die Chicago Cubs, als auch in Spiel 4 der World Series 2015 gegen die Kansas City Royals bekam Matz keinen Eintrag in seinen Pitching Record.
Seit Beginn der Saison 2016 ist Matz fester Bestandteil der Starting Rotation der Mets. Im Mai 2016 wurde er nach 4:0 Siegen bei 31 Strikeouts und einem ERA von 1,83 zum Rookie des Monats der National League gewählt. Bis zum Saisonende kam er zu 22 Einsätzen und beendete die Spielzeit mit einem Record von 9:8. Verletzungsbedingt kam Matz 2017 nur zu 13 Starts in der MLB und spielte seine bis dato schlechteste Saison mit einem hohen ERA von 6,08 und nur zwei Wins bei sieben Losses.
In den folgenden Spielzeiten 2018 und 2019 war Steven Matz wieder dauerhaft Teil der Starting Rotation und kam zu je 30 Starts für die Mets. Zudem wurde er 2019 zwei Mal als Reliefer eingesetzt. Erstmals seit 2016 konnte er dieses Jahr zudem wieder mit einer positiven Bilanz von 11:10 abschließen. Am 27. Juli 2019 beim 3:0-Heimerfolg gegen die Pittsburgh Pirates stand Matz erstmals für volle 9 Innings auf dem Mound und konnte den ersten Shutout seiner Karriere verbuchen.
Nach einem enttäuschenden Start in die aufgrund der Covid-19-Pandemie verkürzten Saison 2020, bei dem Matz in seinen ersten vier Spielen vier Niederlagen einstecken musste, verlor er seinen Platz in der Starting Rotation. Matz beendete die Spielzeit mit einem Record von 0–5 und einem ERA von 9,68 in neun Spielen (sechs als Starter).

### Toronto Blue Jays
Vor der Saison 2021 sicherten sich die Toronto Blue Jays die Rechte an Matz im Gegenzug für Pitcher Sean Reid-Foley und zwei weitere Minor League Spielern.